# Ramon De Ocampo
Ramon De Ocampo est un acteur américain. Il est principalement connu pour avoir tenu le rôle de Harry Oka dans la série télévisée Killer Instinct.

## Filmographie

### Cinéma
- 1999 : Personals de Mike Sargent : le serveur
- 2003 : The Look de David Sigal : Ethan
- 2005 : Happy Endings de Don Roos : Alvin
- 2005 : XXX2: The Next Level de Lee Tamahori : Agent Meadows
- 2005 : The Mostly Unfabulous Social Life of Ethan Green (en) de George Bamber : Juarez
- 2013 : I Am I de Jocelyn Towne : Adrian
- 2016 : Diani & Devine Meet the Apocalypse de Etta Devine et Gabriel Diani : Justin
- 2017 : The Concessionaires Must Die! de America Young : le père de Ashley à la télévision
- 2018 : 30 Nights de Tom Metz III : Alejandro
- 2019 : Foster Boy (en) de Youssef Delara : Avocat Mekstan
- 2020 : The 11th Green (en) de Christopher Münch : Ben
- 2022 : A Tale Told by an Idiot de Brendan Bradley : le producteur

### Télévision
- 1999 : Cosby : Pablo (saison 4, épisode 2)
- 2002 : The Education of Max Bickford (en) : le jeune homme (saison 1, épisode 10)
- 2002 : New York, police judiciaire : Michael Sanchez (saison 13, épisode 1)
- 2004 : Les Experts : Daniel Perez (saison 5, épisode 3)
- 2005 - 2006 : À la Maison-Blanche : Otto (saison 7, 10 épisodes)
- 2005 - 2006 : Killer Instinct : Harry Oka
- 2006 - 2007 : Médium : Aaron (saison 3, 3 épisodes)
- 2007 : Grey's Anatomy : James Benton (saison 3, épisode 21)
- 2008 : Les Experts : Manhattan : Lhamo Vadhana (saison 5, épisode 2)
- 2008 : Brothers and Sisters (série télévisée) : Spencer Travis (saison 3, épisode 7)
- 2009 : Bones : Dr. Sean Fitts (saison 4, épisode 17)
- 2009 : Saving Grace : Penn Navarro (saison 2, épisode 11)
- 2009 : Lie to Me : Michael (saison 1, épisode 9)
- 2010 : Castle : Owen Peterson (saison 3, épisode 4)
- 2010 : Les Experts : Julian Santiago (saison 11, épisode 5)
- 2011 : Sons of Anarchy : Shérif adjoint Martinez (saison 4, épisodes 1 et 3)
- 2011 : NCIS : Los Angeles : Bevan Tao (saison 3, épisode 11)
- 2013 : NCIS : Enquêtes spéciales : Lieutenant Gorman (saison 11, épisode 4)
- 2014 : Gang Related : Dr. Carrasco (saison 1, épisode 2)
- 2015 : NCIS : Nouvelle-Orléans : Commandant Josh Newman (saison 1, épisode 20)
- 2015 : The Player : Agent Jones (saison 1, épisode 5)
- 2016 : Les Experts : Cyber : Stewart Collingsworth (saison 2, épisode 11)
- 2016 : 12 Monkeys : Oliver Peters (4 épisodes)
- 2016 : Notorious : Levi Young (5 épisodes)
- 2016 : Guidance (en) : Officier Veritay (8 épisodes)
- 2017 : Hawaii 5-0 : Meka (saison 7, épisode 23)
- 2017 : Major Crimes : Dr. Torres (saison 6, épisodes 8 et 9)
- 2018 : S.W.A.T. : Ian Peck (saison 1, épisode 20)
- 2018 : Grey's Anatomy : Station 19 : Jaime (saison 2, épisode 3)
- 2018 - 2019 : Counterpart : Ambassadeur Sy (saison 2, épisodes 2 et 7)
- 2019 : The Rookie : Le Flic de Los Angeles : le frère de Craig (saison 1, épisode 13)
- 2020 : MacGyver : Phil Lasky (saison 4, épisodes 9 et 10)
- 2021 : 9-1-1 : Wyatt Hawkerson (saison 4, épisode 9)
- 2021 : Dynastie : Nolan Jamison (saison 4, épisodes 13 et 14)
- 2022 : Magnum : Dr. Anthony (saison 4, épisode 11)
- 2022 : Big Shot : M. Smith (saison 2, épisode 2)
- 2022 : The Resident : Sam (saison 6, épisode 9)
- 2024 : Chicago Med : Cole Ramirez (saison 10, épisode 7)

#### Téléfilm
- 1999 : Night Ride Home (en) : Luis
- 2000 : Hamlet : un joueur
- 2005 : Uncommon Sense : Bellman
- 2013 : La Maison des souvenirs (The Thanksgiving House) : Spence

### Jeu vidéo
- 2002 : Darkened Skye (en) : Dorian et le Boss Vampire (voix)